# Теректы (Костанайская область)
Теректы (каз. Теректі, до 199? г. — Вильямса) — село в Карасуском районе Костанайской области Казахстана. Входит в состав Железнодорожного сельского округа. Код КАТО — 395277100.

## География
Село находится примерно в 92 км к югу от районного центра, села Карасу.

## История
До 2013 года село являлось административным центром упразднённого Теректинского сельского округа.
12 июля 2016 года состоялся четвертый этап престижного ралли-рейда "Костанай-Астана", который прошел через село Куленсай и Теректы (Вильямс) Железнодорожного сельского округа Карасуского района.

## Население
В 1999 году население села составляло 487 человек (235 мужчин и 252 женщины). По данным переписи 2009 года в селе проживало 396 человек (201 мужчина и 195 женщин).